# هرات‌خوره
هرات‌خوره یا هِرِیَه یکی از شهرهای کوره اصطخر در فارس قدیم بود. برای تمایز از شهر هرات واقع در خراسان هرات‌خره نامیده شده‌است. اصطخری نوشت‌است «هرات بزرگتر از ابرقو است و از نظر عمارات و سایر مطالبی به ابرقو شبیه است. مگر آنکه آب زیاد دارد و میوه‌های فراوان در آنجا عمل می‌آید، خیلی بیشتر از آنچه سکنه بتوانند مصرف کنند. به همین دلیل آن را به مناطق دیگر صادر می‌کنند.» سوای باغ‌های پردرخت، یاقوت حموی و زکریای قزوینی به صراحت از بسیاری مزارع غله در حوزهٔ شهر یاد می‌کند.

## تقسیمات ایالت فارس
ایالت فارس از دورهٔ قبل از اسلام به پنج خوره (کوره) تقسیم شده‌بود. این پنج کوره که در دوره بعد از اسلام نیز برقرار بودند عبارتند از:
- کورهٔ اصطخر
- کورهٔ دارابگرد
- کورهٔ اردشیر
- کورهٔ شاپور
- کوره قباد.[۲]